# Lidská práva v Rusku
Nástroje v oblasti lidských práv, včetně Mezinárodního paktu o občanských a politických právech, Mezinárodního paktu o hospodářských, sociálních a kulturních právech (úplně) a Úmluvy o ochraně lidských práv a základních svobod (s výjimkami) ztělesňují přednost mezinárodního práva před vnitrostátními právními předpisy podle kapitoly 1 článku 15 Ústavy.
Jako signatář Úmluvy o ochraně lidských práv a základních svobod má Rusko mezinárodní závazky vztahující se k problematice lidských práv. V úvodu ke zprávě z roku 2004 o situaci v Rusku komisař pro lidská práva Rady Evropy zaznamenal "nepopiratelně prudké změny od rozpadu Sovětského svazu".
Bývalý ombudsman Ruské federace Vladimir Lukin v posledních letech[kdy?] popisoval situaci v Rusku ohledně lidských práv jako nevyhovující. Nicméně dále podle Lukina to snahu nijak neodrazuje, protože budování právního státu a občanské společnosti v tak složité zemi jako je Rusko je tvrdý a dlouhý proces.
Freedom House považuje Rusko za částečně svobodnou zemi se známkou 5 v občanských právech a svobodách (1 je nejsvobodnější, 7 nejméně svobodná) v letech 2002–2004; jako nesvobodnou se známkou 6 v oblasti politických práv a se známkou 5 v oblasti občanských svobod v letech 2005–2008 v souladu se zprávou Freedom in the World. V roce 2006 zveřejnil týdeník The Economist hodnocení demokracie. Rusko se zde umístilo na 102. místě mezi 167 zeměmi a je definováno jako „hybridní režim s trendem omezování médií a dalších občanských svobod.“
Evropský soud pro lidská práva je případy z Ruska zahlcen. K 1. červnu 2007 bylo 22,5 % z nevyřízených případů namířeno proti Ruské federaci. V roce 2006 bylo přijato 151 žádostí proti Rusku (z celkem 1634 případů ze všech zemí), zatímco v roce 2005 110 (z 1036), v letech 2004 64 (830), v letech 2003 15 (ze 753), v letech 2002 12 (z 578).
Podle mezinárodních organizací na ochranu lidských práv a také domácího tisku zahrnuje porušování lidských práv v Rusku rozšířené a systematické mučení osob v policejních vazbách, šikana (dědovščina) v ruské armádě, zanedbávání a týrání v ruských sirotčincích a porušování dětských práv. Podle Amnesty International jsou zde případy diskriminace, rasismu a vraždy příslušníků etnických menšin.. Od roku 1992 bylo v celé zemi zabito nejméně 50 novinářů.
Od září 1999 během druhé čečenské války docházelo k popravám a "mizení" civilního obyvatelstva v Čečensku. Podle ombudsmana Čečenské republiky, Nurdi Nuchažijeva, k březnu 2007 byl nejsložitější a bolestivý problém najít přes 2700 unesených a energicky držených občanů; analýza stížností občanů Čečenska ukazuje, že sociální problémy přicházejí stále častěji do popředí; před dvěma lety se stížnosti většinou týkaly porušování práva na život.
10. ledna 2006 byly změněny zákony ovlivňující registraci a působení nevládních organizací (NGO) v Rusku. Společnost rusko-čečenského přátelství byla zavřena.
Existují případy útoků na demonstracích organizované místními úřady. Velké obavy byla způsobeny vraždami opozičních zákonodárců a novinářů jako Anna Politkovská, Jurij Ščekočichin, Galina Starovojtovová, Sergej Jušenkov, právník Stanislav Markelov a novinářka Anastasia Baburová, stejně jako žalář pro občansko-právní aktivisty, vědce a novináře jako Michail Trepaškin, Igor Sutjagin, a Valentin Danilov.

## Stav ruské společnosti
Ruské státní televizní stanice, které sleduje 94 procent obyvatel, podle ruského sociologa Borise Dubina šíří v poslední době (2014) „strach z okolního světa, který nerozumí složité ruské povaze“. Z pořadů prý vyplývá pocit, že Rusové jsou jiní, složitější, lepší, s výjimečnou historickou zkušeností. Putin je pak se svými postoji, které jsou pro většinu ostatního světa nepřípustné, pro Rusy hrdinou. Když např. Putin tvrdí, že na Ukrajině ruští vojáci nejsou, všichni včetně Rusů podle Dubina vědí, že to není pravda, ale část Rusů to považuje za povolenou a geniální válečnou lest. Pohrdání druhými je podle něj vnímáno jako projev hrdosti a nezávislosti svébytného ruského národa a Narcismus ovládá státní, občanskou i vojenskou politiku v Rusku.
Historik Alexej Kelin si myslí, že Rusové vnímají více emocionálně než Evropané, což je důsledkem toho, že se jim ještě nepodařilo dohnat Evropu ve všech směrech a zbavit se definitivně následků mongolské nadvlády, o což se snaží od dob Petra Velikého. Ruská elita podle něj byla vždy daleko od poddaných a v Rusku neexistovala téměř žádná občanská společnost, jen v roce 1917 byla procarská elita vystřídána bolševickými demagogy. Mocnáři si prý od té doby jen udržovali stav okolnostmi vynucené loajality poddaných a poddanství je přitom voliči vnímáno jako ochranářství a privilegia mocných jako přirozenost. Současný stav voličstvu vyhovuje a jen 20 procent Rusů se aktivně účastní politického života.
Ostře se na téma Putinova režimu vyslovoval Boris Němcov jakožto jeden z hlavních ruských opozičních předáků. Osmdesátiprocentní podporu Rusů Putinovi přikládá tomu, že prý Putin „systematicky Rusům vymýval mozky.“ Podle něj u nich vyvolal pocit méněcennosti vůči Západu, nenávist k cizincům, pocit, že je potřeba obnovit sovětské pořádky, a také víru, že lze svět ohromit pouze násilím, agresí, silou a strachem. Podle Němcova má ruská propaganda rysy Goebbelsova stylu, kdy je apelováno na city a jedná se podle hesla „tisíckrát opakovaná lež se stává pravdou,“ cílí na prosté lidi a je účinná. Stojí za ní podle něj také generální ředitel Prvního kanálu Konstantin Ernst nebo vedoucí provládní agentury Rusko dnes Dmitrij Kiseljov. Rusko se podle Němcova pomalu mění v jakýsi hybridní fašistický stát využívající některé fašistické prvky a národnostní menšiny, jazyk a kulturu používá k rozkladu okolních států zevnitř a používá proti nim i proti vlastním lidem zločinné metody. Podle Němcovova odhadu bude Putin krizi na Ukrajině spíše prohlubovat a bude dále investovat značné finanční prostředky do modernizace armády. Dne 27. února 2015 byl Němcov zastřelen neznámým pachatelem v centru Moskvy, dva týdny po tom, co vyjářil obavy z toho, že ho prezident Putin nechá kvůli svým kritickým postojům zabít. Vykonavatelé byli dopadeni, ale objednatel vraždy je dosud nejasný (2016).